# Castello di Foix
Il castello di Foix (château de Foix) è una fortificazione che si trova nell'omonimo comune dell'Occitania, in Francia.

## Storia
Il castello di Foix venne eretto durante l'alto medioevo. I conti di Foix, che erano i proprietari della struttura dai primi anni del XI secolo fino al XVII secolo, quando la contea divenne territorio inglese, cercarono di preservare il patrimonio territoriale e architettonico della contea. Durante le crociate contro i catari, i Foix si staccarono dai loro parenti eretici e, nel corso della guerra dei cent'anni, riuscirono a mantenere una certa neutralità nei confronti degli inglesi. Il castello di Foix venne risparmiato nel corso della campagna di distruzione delle fortificazioni protestanti voluta da Richelieu. Nel 1840 l'edificio venne classificato fra i monumenti storici.